# 小原秀一
 小原 秀一（おはら ひでかず、1956年 - ）は、日本のアニメーター、アニメ監督、キャラクターデザイナー、CMクリエイター。鹿児島県生まれ、宮崎県育ち。
代表作に『Qoo』、『ごはんがススムくん』、『MEMORIES 大砲の街』など。
都城工業高等専門学校工業化学科卒業後、叔母の近所の伝手にとり、21歳の時にトップクラフトに入社。合作などを手がけ、『風の谷のナウシカ』などで活躍。現在はスタジオアロハを立ち上げ独立。CMなどを手がける。
趣味の自転車を通じて大友克洋と交友がある。依頼があればどんな仕事でもこなすという。

## 参加作品

### テレビアニメ
- ホビットの冒険（動画）
- 一発貫太くん（原動画、1978年）
- ルパン三世 (TV第2シリーズ)（原画、1979年）
- じゃりン子チエ（作画監督、1983年）
- コアラボーイ コッキィ（アニメーションキャラクターデザイン・作画監督、1984年）
- 名探偵ホームズ（原画、1984年）
- まんが日本昔ばなし（演出・作画、1984年）
- 星銃士ビスマルク（作画監督、1985年）
- 魔法のアイドルパステルユーミ（原画、1986年）
- 小さなアヒルの大きな愛の物語 あひるのクワック（OPED演出・作画、1989年）
- スピルバーグのアニメ タイニー・トゥーン（オープニングアニメーション、1991年）
- 光村・アポロンビデオライブラリー「王さまでかけましょう」（監督・作画、1992年）
- 忍たま乱太郎（オープニング絵コンテ、1993年[1] ）
- みどりのマキバオー（共同キャラクターデザイン、1996年）
- こげぱん（監督・作画、2001年）
- たこやきマントマン（オープニングアニメーション、2002年）
- Suzy's Zoo だいすき! ウィッツィー（監督、2011年）
- ふるさと再生 日本の昔ばなし（演出・作画、2012年）
- BORUTO-ボルト- -NARUTO NEXT GENERATIONS-（エンディングアニメーション12、2020年）
- LAZARUS ラザロ（OP原画・#11#13 回想シーンデザイン・作画、2025年）

### OVA
- 笑う標的（アニメーションキャラクターデザイン、1987年）
- 1ポンドの福音（原画、1988年）
- 機動戦士ガンダム0080 ポケットの中の戦争（原画、1989年）
- バオー来訪者（原画、1989年）
- 御先祖様万々歳!（原画、1989年）
- 満ちてくる時のむこうに（レイアウト、1991年）
- 天才えりちゃん 金魚を食べた（監督・作画、1993年）
- ジェイクの贈り物（監督・作画、1997年）
- デジタルジュース「圭角」（監督・キャラクターデザイン・作画、2001年）
- スウェットパンチ「ダン・ペトリー教授の憂鬱」（監督・キャラクターデザイン・作画、2001年）
- ルパン三世 イタリアン・ゲーム（2016年、第二原画）

### 劇場アニメ
- ラストユニコーン（第二原画、1982年）
- 風の谷のナウシカ（原画、1984年）
- 銀河鉄道の夜（原画、1985年）
- オネアミスの翼 王立宇宙軍（原画、1987年）
- 紫式部 源氏物語（小道具設定、1987年）
- AKIRA（原画、1988年）
- 機動戦士ガンダムF91（原画、1991年）
- MEMORIES「大砲の街」（キャラクターデザイン・作画監督、1995年）
- 人狼（絵本イラスト、2000年）
- 鬼神伝（絵コンテ、2011年）
- SHORT PEACE「火要鎮」（キャラクターデザイン・ビジュアルコンセプト、2013年）
- コードギアス 復活のルルーシュ（原画、2019年）
- ルックバック（原画、2023年）

### CM等
- Qoo（日本コカ・コーラ）
- りらく茶（日本コカ・コーラ）
- ドラゴンドラ（苗場スキー場）
- ごはんがススムくん（味の素）
- C.C.Lemon（サントリー、1996年）
- JRA 名誉編
- Aleph（資生堂）
- トイザらス
- bea’s up（ベルシステム24）
- アップル
- 東急不動産
- J-T05（東芝）
- タワーハッカー（後楽園ゆうえんち）
- 天神コア
- Grand Chance 奥様は魔女（パルコ）
- KIRIN NUDA「大空翼」篇（キリンビバレッジ、2006年）
- Volvic 「飲む自然篇」（キリンMCダノンウォーターズ、2012年）
- スパークリングカフェイン フルスロットル（UCC上島珈琲、2014年）
- プロ野球オープニング（TBS）
- 名作をテレビで読む絵本（NHK-BS2）（構成・作画）
- BS10周年スポット（NHK-BS2）（監督・作画）
- ばかうけ 「ばかうけコール篇」「新商品紹介篇」（栗山米菓、2019年）
- 博多通りもん「ご挨拶に通りもん篇」（明月堂、2020年）
- カロリーメイト「夏がはじまる。篇」（大塚製薬、原画、2021年）